# World Trade Center (Helsinki)
 Denne artikel omhandler bygningen i Helsinki. Opslagsordet har også en anden betydning, se World Trade Center (flertydig).
World Trade Center Helsinki er et World Trade Center for finansielle virksomheder og bureauer, der er beliggende i det centrale Helsinki i Finland. Bygningen er placeret på Aleksanterinkatu (Aleksandersgatan) meget tæt på hovedbygningen ved Helsinkis Universitet og et stormagasin. Første sal i bygningen huser en Nordea-bank, en italiensk restaurant, og flere barer.

## Eksterne links
- Bygningens hjemmeside

60°10′08″N 24°56′36″Ø / 60.16889°N 24.94333°Ø
| Bygning eller seværdighed | Spire Denne artikel om en bygning, et bygningsværk eller en seværdighed er en spire som bør udbygges. Du er velkommen til at hjælpe Wikipedia ved at udvide den. |